# Campo Grande de Valladolid
El Campo Grande es un gran parque público de la ciudad de Valladolid. Tiene forma triangular y uno de sus lados hace tres quebraduras; cuenta con 113 379 m² de superficie y está limitado por la calle de la Acera de Recoletos, el paseo de los Filipinos y el paseo de Zorrilla. El total de la zona considerada como Campo Grande no comprende solamente los extensos jardines rodeados por una verja sino los tres paseos o salones paralelos a la acera de Recoletos. El del centro se conoce como Paseo Central del Campo Grande. El acceso principal a los jardines se encuentra en la plaza de Zorrilla, a través de una puerta moderna; a su lado se halla un escudo de la ciudad diseñado con flores. Los jardines están cerrados por una sencilla verja que sirve de protección en las horas nocturnas y que tiene puertas en todos sus lados. Dentro de esta verja no se incluyen los tres paseos, el Central y los dos laterales.
Su origen como parque o como zona ajardinada, se remonta a 1787, aunque ya desde el siglo xv hay que considerarlo como un espacio urbano de gran importancia. Un aspecto notable del parque es la abundante población avícola. Repartidos por su superficie se encuentra una faisanera, una pajarera y un palomar, perteneciente al Club Colombófilo de Castilla, que hacen que los pavos reales, faisanes y palomas sean muy numerosos (además de tórtolas, gallinas enanas, periquitos y cacatúas) y se hayan convertido en los auténticos habitantes del parque. Tiene una gran variedad de árboles que constituyen un verdadero jardín botánico.
En algunos momentos de su historia se denominó Campo de la Verdad y posteriormente Campo de Marte, pero finalmente se consolidó el nombre de Campo Grande.

## Historia

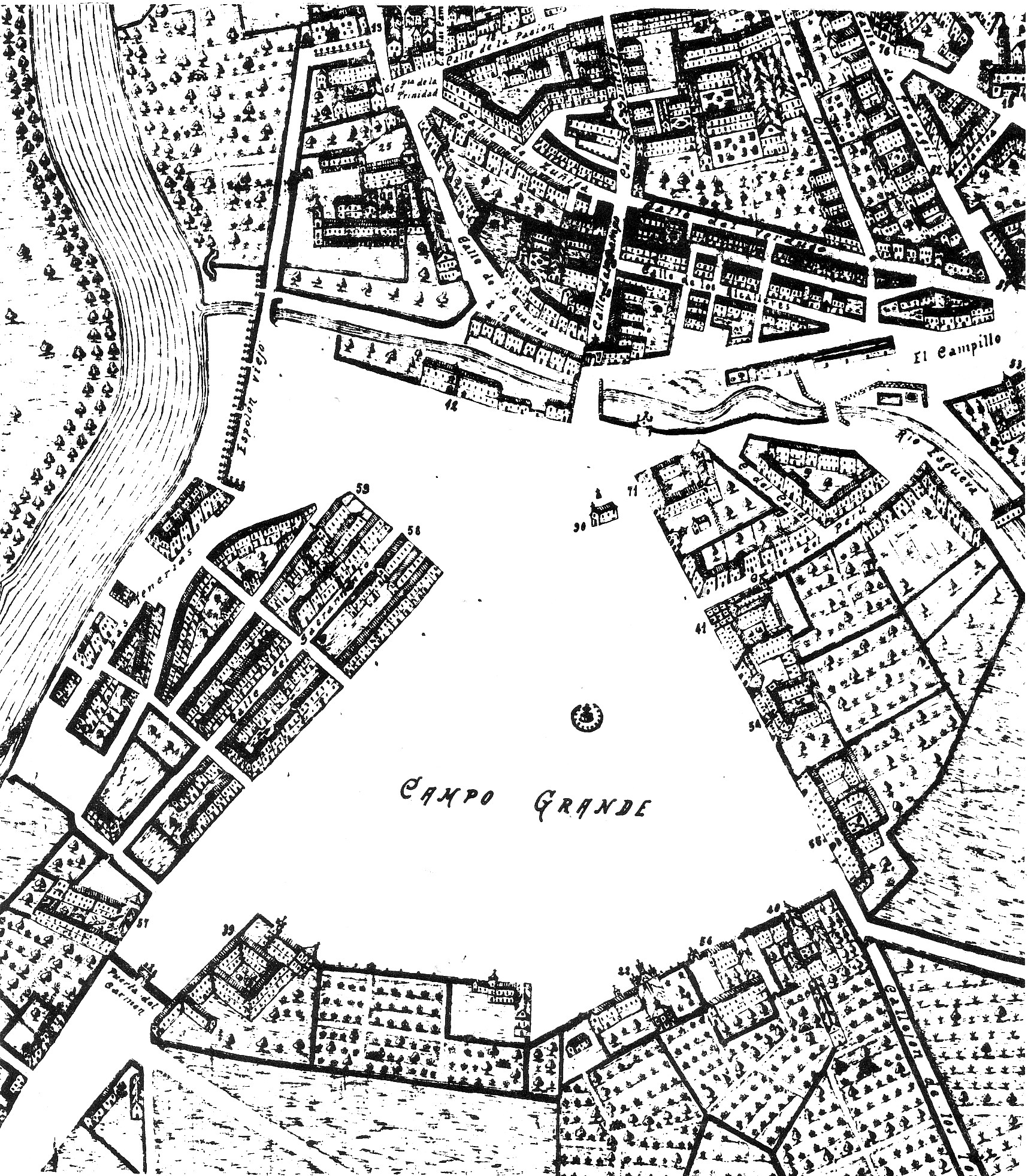
Detalle del plano de Ventura Seco de 1738. Se observa el espacio que ocupaba el actual Campo Grande

Fue desde los primeros tiempos un espacio concejil, un ejido de suelos agrícolas y ganaderos comunales para pasto de animales y lugar de eras para trillar. Pudo ser también un típico descansadero, teniendo en cuenta el rango de Cañada Real del actual paseo de Zorrilla. Un espacio comunal que no podía ser vendido a particulares porque correspondía a los llamados bienes de propios. Estas características fueron la gran ayuda y razón para que se pudiera mantener intacta toda el área.
A lo largo de varios siglos se celebraron en este recinto festejos de toda índole. Tradicionalmente y desde el siglo XV fue conocido como Campo de la Verdad como consecuencia de un hecho que tuvo lugar a principios del siglo XIV: Los caballeros Alonso de Carvajal y Pedro de Burón pidieron campo al rey Fernando IV de Castilla para llevar a cabo un reto; el rey les señaló el erial que se extendía al otro lado de la muralla traspasando la puerta del Campo, y allí se celebró el desafío. Hubo otros duelos célebres y documentados, alguno más famoso como el ocurrido en 1335 cuando el rey Alfonso XI de Castilla organizó un torneo en el que combatieron los Caballeros de la orden de la Banda e incluso intervino el propio Alfonso XI disfrazado.
Además de los muchos festejos que tuvieron lugar a lo largo de los años en la gran explanada y que fueron descritos por distintos cronistas se dieron frecuentemente actividades militares. Sobre todo a partir del siglo XVIII hubo alardes, maniobras y revistas de tropas. Una de estas revistas está recogida en las crónicas de siglos atrás: «El 1 de julio de 1394 Enrique el Doliente celebró una revista general de sus tropas formadas por 2300 lanzas.»
Había espacio suficiente como para alojar un ejército. En junio de 1808 las tropas de Napoleón entraron en Valladolid y acamparon en el Campo Grande; eran mil soldados de artillería con su correspondiente armamento. En diciembre del mismo año entraron las tropas inglesas y apresaron a los franceses. En enero de 1809 llegó Napoleón a Valladolid y pasó revista general a sus tropas. Durante la contienda hubo fusilamientos, ejecuciones de españoles, de guerrilleros, de soldados rasos, etc. Algunas veces se enterraban los cadáveres en el cementerio cercano del hospital de la Resurrección. El espacio se había convertido en un verdadero campo de Marte y así aparece esta denominación de manera oficial el 2 de octubre de 1843. El 7 de junio de 1824 hubo un acto solemne de jura de bandera por el batallón de Voluntarios Realistas presidido por el capitán general de Castilla la Vieja Carlos O’Donnel y Anethan (hermano de Enrique José O'Donnell y Anhetan).
También fue testigo el Campo de importantes festividades religiosas. Se tienen buenas referencias sobre la primera procesión que tuvo lugar a finales del siglo XV protagonizada por la cofradía de la Vera Cruz (la más antigua de todas las cofradías). Esta institución tenía desde 1498 en propiedad un humilladero situado frente al hospital de la Resurrección. Todos los años, el Jueves Santo salía la procesión desde el convento de San Francisco, llegaba al humilladero, hacía una parada con rezos y regresaba después a su lugar de procedencia. Y lo mismo ocurría con otras procesiones que terminaban siempre con un acto solemne en el Campo Grande.
La puerta del Campo albergó durante un tiempo el patíbulo donde eran ejecutados los condenados tanto de la Inquisición como de la justicia ordinaria y militar. En 1506, fue colocada la horca en un lugar cercano a la entrada. Según Juan Agapito y Revilla, el campo se conoció con el nombre de la Hoguera o el Brasero, por esta razón.
El plantío

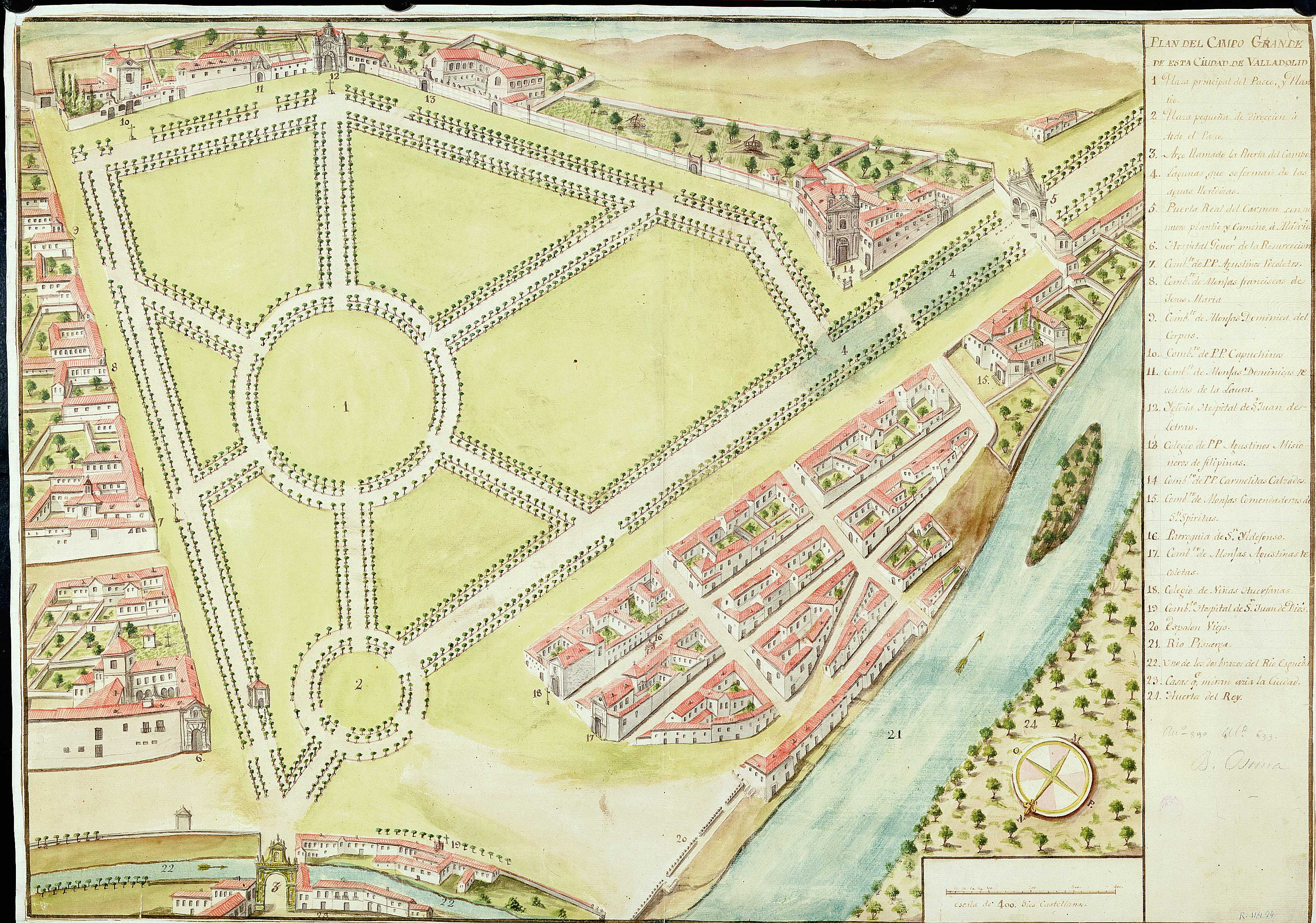
Plano de Diego Pérez de 1788. Proyecto del primer plantío bajo las trazas de Francisco Antonio Valzania, últimos meses del reinado de Carlos III

El gran espacio llegó hasta el siglo XVIII sin un solo árbol. La preocupación por que hubiera una arboleda venía suscitándose desde tiempo atrás sin que se llevase a cabo una solución. En 1787 se inició una importante reforma con el plantío que se proyectó bajo los auspicios y protección del rey Carlos III. Después de este cambio el lugar se convirtió en el sitio favorito de los ciudadanos para dar sus paseos de ocio sin por eso perder sus funciones anteriores como las ferias anuales y las paradas militares. El encargado de la remodelación fue el corregidor e intendente Jorge Astraudi —que era además Subdelegado de Montes y Plantíos de la Ciudad y Partido— siguiendo las trazas del arquitecto ilustrado Francisco Antonio Valzania (también escrito Valzanía), miembro de la Academia de Bellas Artes.
No fue nada fácil conseguir el permiso para las plantaciones sobre todo por la oposición de algunos ciudadanos y gente particular que elevaba sus protestas al Diario Pinciano. También hubo una cierta oposición por parte del Ayuntamiento que alegaba la preocupación realmente importante: falta de dinero para el proyecto. Los razonamientos de la oposición eran a veces insostenibles; se decía que: los árboles podían llegar a ser un peligro para los devotos que asistían a los conventos; tendrían una maléfica interferencia con las ferias de ganado y con los ejercicios militares; serían perjudiciales para el cercano hospital impidiendo su ventilación; serían causa de que los párrocos se negaran a llevar el viático por aquellos caminos. El Diario Pinciano cuyo director era José Mariano Beristain (miembro de la Sociedad Económica de Amigos del País de Valladolid que apoyaba el proyecto), rebatió una a una todas las protestas y además consiguió llevar sus propias quejas al rey que a continuación dio una Real Resolución dirigida al Ayuntamiento en que se insta a que no se impida la realización del plantío ni contradigan las intenciones reales. Sin embargo desde el principio se unieron al proyecto las comunidades religiosas y algunos particulares ofreciendo sus arboledas para el entresacado de plantas. El propio rey dio permiso para sacar de la Huerta del Rey los pies de árbol necesarios. Empezaron los preparativos siguiendo el proyecto del arquitecto Francisco Antonio Valzania. Fue entonces cuando al hacer las hoyas para algunas plantaciones se descubrieron una serie de enterramientos antiguos, supuestamente de época romana, un error histórico que no se subsanó hasta los hallazgos del año 2002.
La olmeda del Campo Grande
La primera delimitación, siguiendo los lados del casi triángulo que conforma este parque y la recta del llamado paseo Central, se hizo entre 1767 y 1780 con la plantación de 1800 olmos de la especie común Ulmus minor, conocido vulgarmente –especialmente en Valladolid– como «negrillo». Los primeros problemas que se plantearon para el mantenimiento y desarrollo de estos plantíos fueron la falta de agua (resultaba carísima la traída de agua) y la mala calidad de la tierra que los soportaba, compuesta en gran parte por cascajo y suelo estéril incapaz de mantener la humedad necesaria.

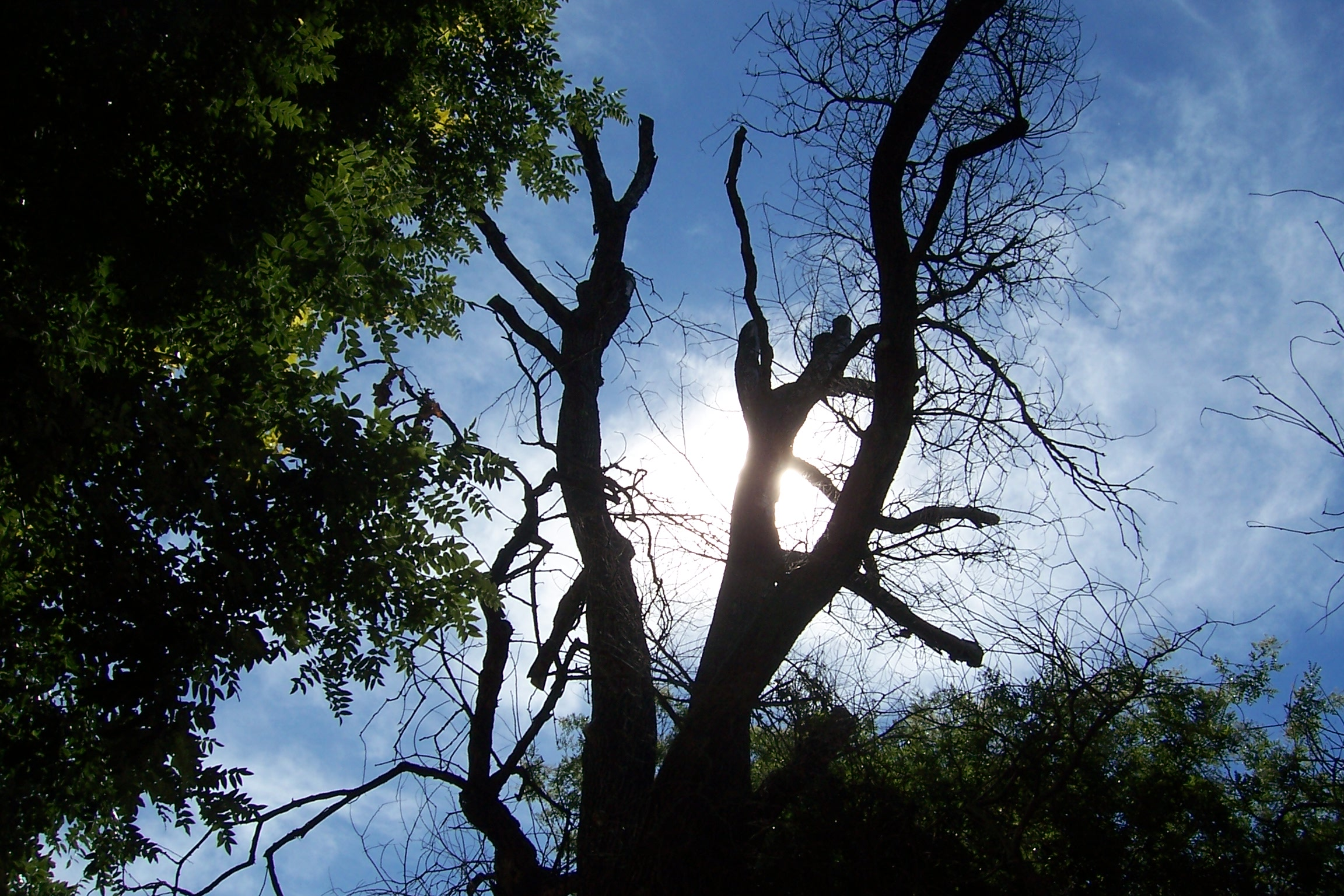
El olmo seco

Aun así, los problemas se fueron subsanando y los negrillos crecieron favorablemente llegando a ser un verdadero orgullo para los habitantes de Valladolid. A finales del siglo XVIII, el proyecto del plantío constituía ya una realidad, siguiendo la moda del urbanismo neoclásico que dominaba en toda Europa.
Un siglo más tarde los negrillos empezaron a languidecer debido a un mal desconocido en la época; en 1856 el aspecto de estos árboles era muy preocupante y todos los remedios para la curación de la enfermedad fueron infructuosos. Se trataba de lo que más tarde, a principios del siglo XX, se conoció como grafiosis, una enfermedad mortal para los olmos que se fue extendiendo por todo el mundo exterminando casi todos los ejemplares. En el Campo Grande cayeron al principio unos 30 árboles y enfermaron 12 más.

Un paseo matutino de Recoletos a la Alameda del Campo Grande nos ha llenado de tristeza. En efecto, el arbolado del paseo, compuesto casi en total del olmo campestre o negrillo no mostraba su existencia con el vigor y formas gigantescas que hubiera debido de desear.

Ha cosa de dos años que, languideciendo no pocos de los más robustos empezaron a dar señales de anemia y ahilamiento con rapidez asombrosa; y ni los desmoches o amputaciones, ni los benéficos riegos, ni otros medios profilácticos y curativos, bastaron para contener la necrosis de no pequeña parte del bello recreo y solazamiento de los vallisoletanos y forasteros que habitualmente concurren a este sitio de escogida soledad. En ese período han perecido unos treinta árboles de los doscientos treinta o más que adornan el tránsito de sus anchas calles.— 
El Norte de Castilla, 24 de mayo de 1856.
135 años de El Norte de Castilla. Testigo de la Historia. (página nº 7).

Poco a poco se fueron sustituyendo los olmos por acacias y otros árboles. A finales del siglo XX quedaban escasos ejemplares y entrado el XXI quedó en pie, seco y sin vida, un solo ejemplar situado al principio del llamado Sendero de los Olmos. Es un árbol muy alto y de tronco bien derecho que conserva muchas de sus ramas, aunque sin vegetación. En recuerdo de los olmos negrillos muertos se plantaron algunos olmos siberianos (Ulmus pumila).
Todo el espacio del parque constituye un verdadero jardín botánico. En el otoño de 1896 se había llegado a la plantación de sesenta y una especies diversas contando con árboles de adorno y con arbustos.
Evolución del parque
El plantío siguió siendo objeto de interés por lo que se le dispensaba un cuidado especial no solo de mantenimiento sino también de embellecimiento. Lo primero de todo fue dotar de bancos sencillos a los paseos delimitados por los árboles. La gran extensión fue tomando forma y su suelo se fue preparando para alojar posibles construcciones pero se respetó el humilladero de la Santa Cruz, aquel edificio humilde que databa del siglo XV y que había protagonizado fiestas y eventos muy queridos para los vallisoletanos.

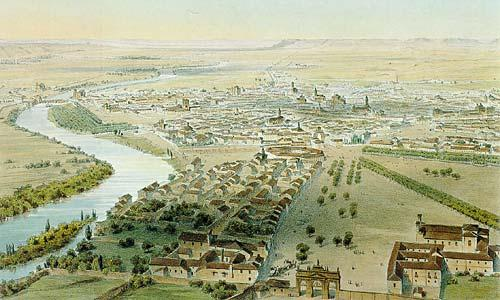
Valladolid a mediados del. Esta vista, de A. Guesdon, muy realista, está tomada sobre la puerta de Madrid, hoy desaparecida, que constituía la puerta de entrada a la ciudad en lo que hoy es el paseo de Zorrilla. Se observan varias hileras de árboles que delimitarían en un futuro lo que hoy es el parque del Campo Grande

El verdadero cambio se dio con el alcalde Miguel Íscar (1877-1880), evolucionando todo el espacio hacia un jardín romántico diseñado por el jardinero Ramón Oliva cuyas obras dirigió su sobrino Francisco de Paula Sabadell Oliva. Se construyeron elementos importantes como el estanque (1879) con su cascada, sobre una montaña artificial.
Durante los años en que trascurrieron las obras del gran parque el diario de Valladolid llamado La Crónica Mercantil se hizo eco de los cambios y reformas que se fueron sucediendo dando puntuales noticias a los ciudadanos. El 15 de diciembre de 1877 comenzaron las obras de los nuevos jardines siguiendo un plano levantado por los dos profesionales. Uno de los puntos que se trató de solucionar con urgencia fue el riego y para ello se hizo uso de tuberías subterráneas. Un jardín de esas características no podía carecer de un lago o estanque así que fue una de las primeras obras junto con la gruta y la cascada. La modificación del llamado paseo Central paralelo a la Acera de Recoletos fue reestructurado a petición de los paseantes que no concebían el parque sin estos salones laterales. Se plantó un nuevo arbolado especialmente con plátanos más plantas de hoja perenne y sesenta y una especies diversas de árboles de adorno y arbustos cuya lista fue publicada en 1896.
En enero de 1880 los jardines presentaban un buen aspecto. En noviembre de 1880 murió Miguel Íscar y para entonces ya se había realizado la mayor parte del proyecto.
Hacia 1894 ya se empezó a proyectar el cierre de los jardines mediante una verja; cada año surgía el tema que no se llevó a cabo hasta 1949. Se hizo una verja muy sencilla cuyo cometido fue la protección de los jardines y no el cerramiento total del parque ya que quedaron fuera los paseos paralelos a la Acera de Recoletos. En estos años de final de siglo XIX se terminó el paseo del Príncipe.
En el siglo XX siguió el embellecimiento y las reformas; aumentó el número de bancos, se pavimentó el paseo Central y se colocaron farolas. El jardinero Francisco Sabadell murió a los 54 años el 10 de julio de 1911; fue el primero de una dinastía de jardineros con el título de Director de Parques y Jardines.
A partir de la segunda mitad de este mismo siglo XX en adelante el parque del Campo Grande fue consolidando su aspecto hasta llegar al siglo XXI. Hubo pequeñas reformas y modificaciones que no alteraron su esencia. Ya se había urbanizado la plaza de Zorrilla, la plaza de Colón, la calle de la Acera de Recoletos y paseo de Filipinos, espacios estos que en un principio estuvieron integrados en la gran explanada yerma que en su día tomó el nombre de Campo Grande. Los paseos sinuosos, los macizos de plantas, la rosaleda, los árboles, el estanque, la gruta y cascada, el mobiliario urbano, los juegos infantiles, la pérgola, las fuentes y las esculturas, todo quedó definido tal y como puede verse en el siglo XXI.
Plantaciones existentes en el siglo XXI
Existen más de sesenta especies bien adaptadas al medio. Los cedros del Líbano (Cedrus libani), son especiales en el parque pues los pavos reales los adoptaron como dormitorio y vuelan cada atardecer a lo alto de sus ramas. Abunda el Acer pseudoplatanus (arce blanco, falso plátano o arce sicómoro), el arce americano (acer negundo) y el arce real (acer platanoides). Junto a la pajarera hay buenos ejemplares de falsa acacia robinia (también llamada pan y quesillo) y sófora (o acacia del Japón) y también el tejo más grande de los cuarenta que se encuentran por todo el parque. Los plátanos adornan los dos laterales del paseo del Príncipe y los castaños de Indias forman su propio paseo llamado así, paseo de los Castaños.
Detrás de la cascada hay también acacias y sauces llorones y un ejemplar de ciprés de los pantanos (taxodium distichum) así como un saúco que nació de los excrementos de los pájaros.
Cerca de la fuente de la Fama se pueden ver ejemplares del árbol del Amor o de Judas (Cercis siliquastrum). También en la fuente de la Fama se encuentra el gran pinsapo, quizás el árbol más alto del parque, con sus treinta metros de altura. Distribuidos por la zona hay fresnos de flor, fresnos del norte y fresnos americanos, abetos, pinos y secuoyas y a la salida de la Pérgola se pueden ver dos ejemplares de aliso.
Repartidos por todo el territorio hay tres especies de tilos, palmeras y palmitos, cinco ejemplares de abetos americanos (abies procera, una especie rara americana), alguna catalpa (Catalpa bignonioides) y un ginkgo junto al parque infantil; son muy abundantes las encinas (Quercus ilex), entre las que destaca un ejemplar de veinticinco m de altura, o el haya (Fagus sylvatica).
El suelo se compone de dos tapizantes imprescindibles: vincapervinca (vinca minor) y hiedra. En algunas zonas se ha conseguido cultivar el césped. La vinca es planta rastrera con hojas de color verde oscuro muy resistente a las heladas y capaz de desarrollarse en suelos sombríos. Es el tapizante de los parterres. La hiedra (hedera helix) es muy resistente y de crecimiento rápido. El césped se da en los jardines más abiertos que permiten realizar las tareas de siega.

## Paseo Central

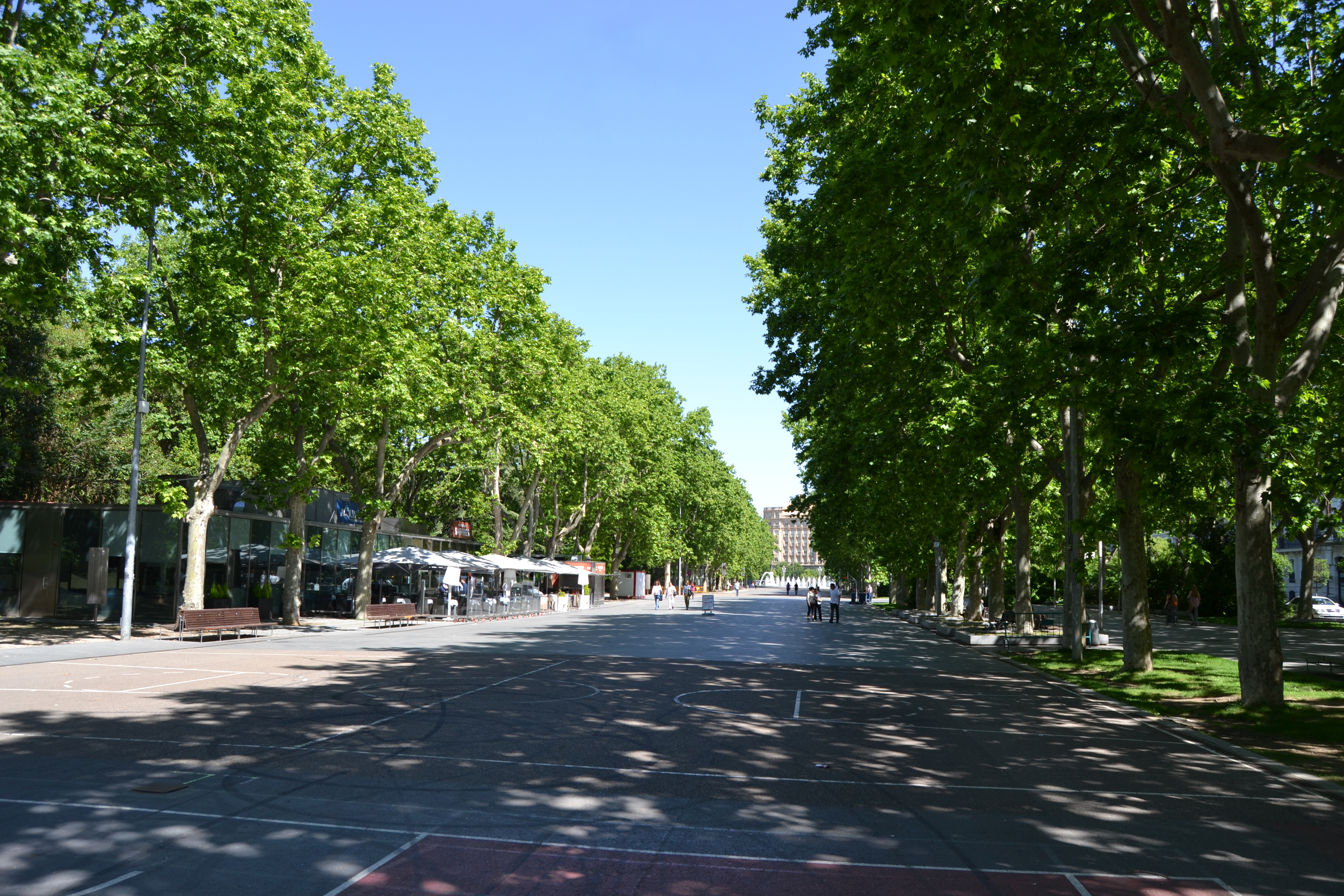
Paseo Central; a ambos lados los paseos laterales, al fondo la plaza de Zorrilla

Es una ancha calzada con árboles a los lados que comenzando en la plaza de Zorrilla y terminando en la plaza de Colón discurre paralela entre la calle de la Acera de Recoletos y los jardines del Campo Grande propiamente dicho. Aunque su nombre sea paseo Central, no se encuentra en el centro sino en un lateral del parque. Desde sus comienzos estuvo dividido en tres paseos arbolados y durante el siglo XX siguió teniendo un uso no solo para paseo sino para actividades políticas y militares; cada año se celebraba la jura de bandera con misa de campaña que se decía desde el quiosco de la música ubicado en este lugar. Uno de los actos políticos que la historia recuerda como de gran importancia fue en 1931 cuando se entregaron las nuevas banderas republicanas a los regimientos de la plaza. Durante los años de la Guerra Civil hubo desfiles y concentraciones de tropas y terminada la contienda se celebraron en este espacio los desfiles victoriosos anuales del 1 de abril así como misas de campaña cada 18 de julio. Fue además el escenario preferido para las manifestaciones que durante todo el siglo XX y primeros años del XXI siguieron el mismo itinerario: concentración en la plaza de Colón y seguimiento por todo el paseo Central hasta llegar a la plaza de Zorrilla.
Fue el lugar elegido a lo largo de los años para celebraciones culturales, cabalgatas, carrozas festivas, exposiciones de diversos temas, Feria de Muestras, Feria de la Cerámica y Ferias y Fiestas de San Mateo; durante algunos años se celebró también la Feria del Libro. En tiempos pasados fue famosa la celebración de la Feria del Sudario durante tres días de Pascua de Resurrección con la colocación de puestos en el paseo de Filipinos, frente al convento de las Lauras donde se guardaba una copia del lienzo del Sudario que se colgaba en la fachada del edificio.
Pero el cometido principal y para lo que estaban pensados estos salones era los paseos de la gente tanto por la parte central como por las laterales, siguiendo unas normas establecidas, según las costumbres de la época pues los paseos se daban al atardecer distribuyéndose en cada uno las personas por condición social o de edad: los jóvenes llenaban el paseo Central, la gente más seria y de más edad ocupaba el paseo de la derecha (llamado popularmente paseo de las Viudas) y por el de la izquierda concurrían mozos y mozas, soldados, niñeras, etc.

### Las construcciones
El paseo acogió a lo largo de su historia algunas construcciones de diferente índole. Las más antiguas fueron la ermita o humilladero del Cristo y la fuente pública ambas situadas en el entorno del hospital General; se encontraban allí antes de los plantíos cuando todavía la zona era un erial. El humilladero del Cristo de la Cruz se había construido en marzo de 1478 y fue derribado en 1809 durante la ocupación de las tropas de Napoleón. La fuente conocida como fuente de la puerta del Campo existía desde 1497 y traía agua desde una finca llamada Las Marinas. En 1759 la fuente desapareció y sus materiales sirvieron para construir un puente sobre el río Esgueva en el prado de la Magdalena.
Existió un templete de la música inaugurado oficialmente en agosto de 1880. Estaba situado a la altura del edificio número 10 de la Acera de Recoletos. Fue desmontado en 1940 y sustituido por otro de estilo neoclásico que a su vez desapareció para dar paso a un auditorio. Ninguno de estos edificios existe ya. Otro edificio que desapareció al cabo del tiempo fue el conocido como El Chalet, inaugurado al mismo tiempo que el templete. Estaba situado a la entrada desde la plaza de Zorrilla donde está el escudo floral. Era de planta cruciforme con estructura de hierro y muros de ladrillo y su cubierta de teja. El suelo estaba hecho con losas de mármol traídas del antiguo edificio del Ayuntamiento. Este establecimiento que dependía del Ayuntamiento se anunciaba como «Servicio de refrescos, cervezas, chocolate y otros géneros. [...] Esmerado servicio y crecido surtido de géneros superiores...» Fue desmantelado en 1910; en su lugar se levantó el teatro Pradera.
El Pradera, conocido así por los vallisoletanos fue un pequeño teatro que en su momento sirvió también de cine. Sus comienzos en 1904 fueron humildes pues fue un simple barracón mandado construir por los hermanos José y Manuel Pradera. Pero enseguida se convirtió en un edificio más estable. El teatro Pradera fue una institución de recuerdo nostálgico para los vallisoletanos que lo conocieron. Además de teatro y cine fue testigo de la primera velada de boxeo de Valladolid y de actividades varias como mítines en la época de la Segunda República. El edificio fue derribado en 1967. Su demolición contó con la oposición y protestas de los ciudadanos que no consiguieron nada. En su lugar se plantaron árboles y jardines y se hizo el escudo floral. Cerca también de la plaza de Zorrilla se construyó un bar o aguaducho cuadrado y con la barra rodeándolo por los cuatro costados conocido como El Naranjal. Los cuatro frentes estaban azulejados.

Tres construcciones desaparecidas
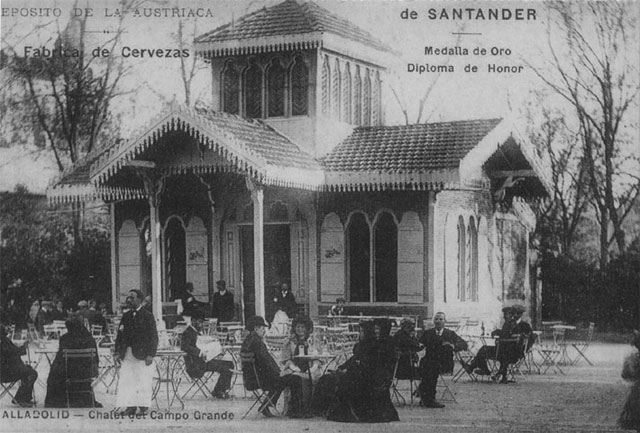
El Chalet
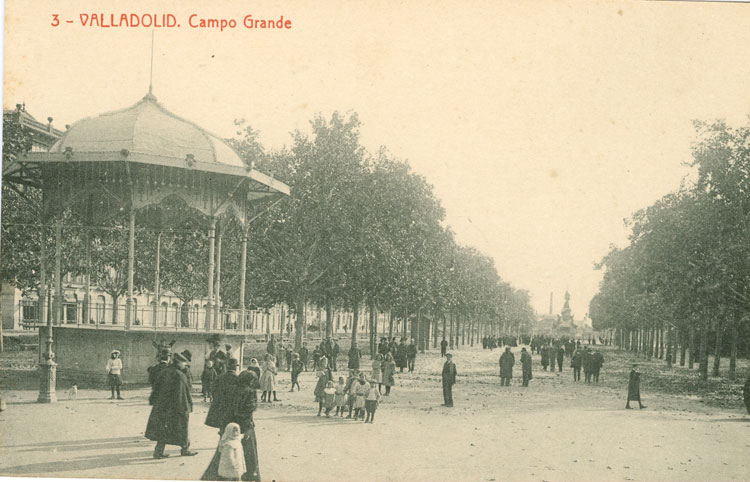
Templete de la música
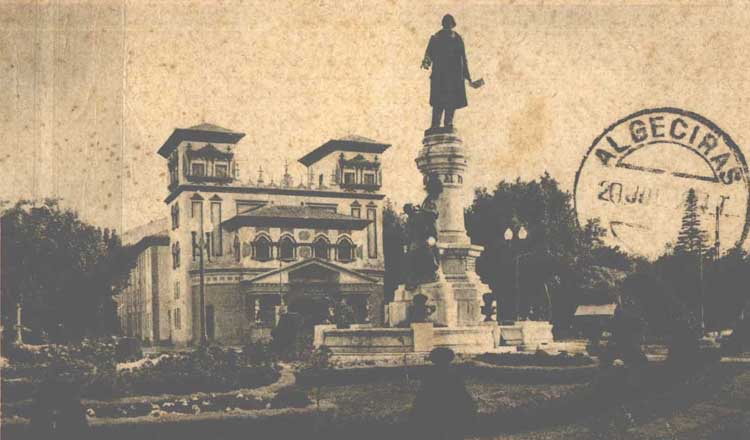
Teatro Pradera

## Estanque y cascada

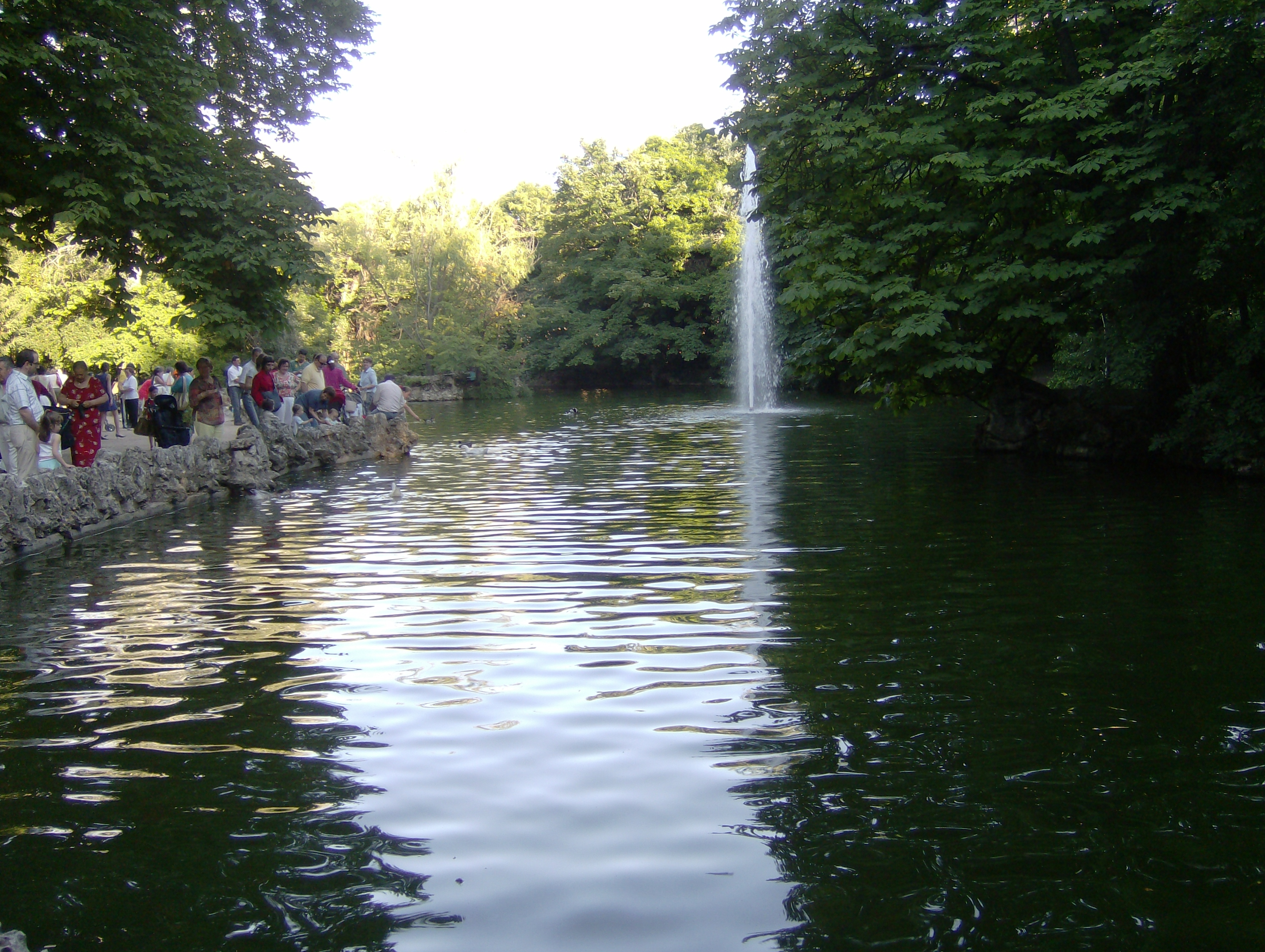
Estanque y gente contemplando a los patos

El estanque y la cascada fue una obra planeada por Ramón Oliva. Su traza se adornó con islas y una montaña artificial imitando a una gruta de la que caía una cascada. También se proyectó un surtidor en el medio del lago y la existencia de una barcaza de remos destinada a pasear a los niños y sus acompañantes.
Se construyó con piedra y un revestimiento de cal viva. Se finalizó la obra en marzo de 1879. La cascada se montó sobre una montaña artificial hecha con material de derribo (en parte aprovechado del desmantelamiento de la antigua casa Consistorial). La gruta para la cascada fue objeto de polémica pues para darle mayor realismo se trajeron desde una gruta de Atapuerca auténticas estalagmitas. El escándalo fue tal que tuvo que intervenir el ministro de Fomento. En 1880 ya caía el agua por las rocas. Antes de concluir las obras, en 1879 llegó al estanque la primera pareja de cisnes, regalo del vicecónsul francés Louis Bovilac al Ayuntamiento de Valladolid.
Era necesario que el estanque tuviera un desagüe para lo que se ideó un riachuelo que corre paralelo al paseo de Filipinos, soterrándose en el paseo del Príncipe, con dos pequeñas islas con vegetación de arbustos que sirven de cobijo a determinadas aves acuáticas que han elegido el lugar para anidar y con un par de puentes en alguno de los paseos que atraviesa. En una de estas isletas y semiescondido por la vegetación hay una estatua que representa al dios Neptuno; es la escultura más antigua de Valladolid y estuvo anteriormente en 1835 situada en el paseo Central con otras dos que representaban a Venus y Mercurio.
En el estanque hay mucha vida animal. Pueden verse además de la colonia de cisnes, ánades reales, patos domésticos, pato mandarín, gansos, focha común y patos almizcleros. También hay peces, reptiles, carpas en las aguas más profundas.

## Plaza de la fuente de la Fama

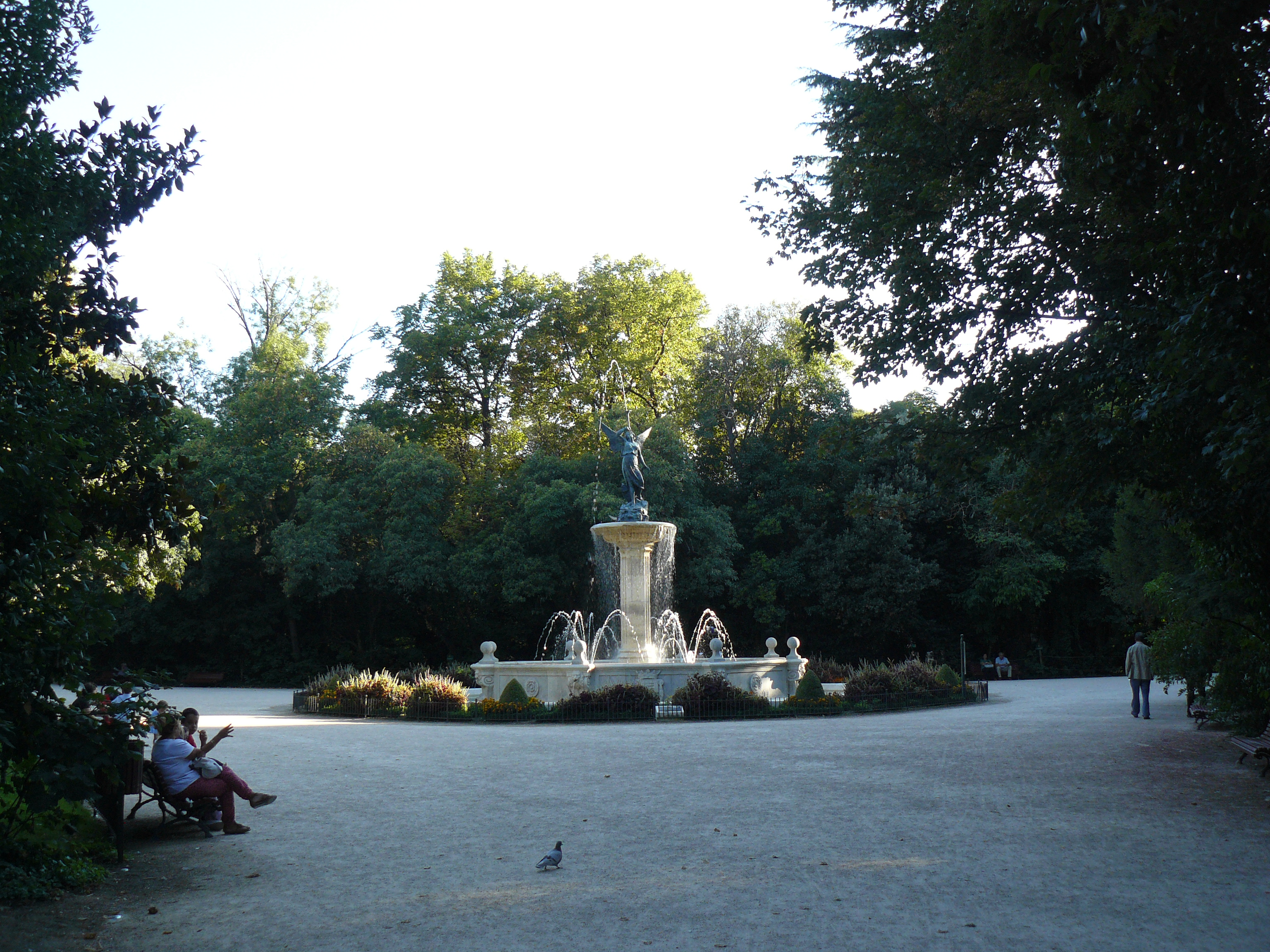
Plaza con la fuente de la Fama

Casi en el centro del parque se abre una gran plaza con bancos de madera en todo su círculo, rodeada por buenos ejemplares de árboles entre ellos el cedro del Líbano, muy querido por los pavos reales que lo eligieron como dormitorio. En el medio hay una fuente artística conocida como fuente de la Fama. Fue proyectada por el arquitecto Antonio Iturralde como homenaje a Miguel Íscar, el gran impulsor del Campo Grande. La parte escultórica se debe a Mariano Chicote Recio. Una columna soporta la estatua que representa al ángel de la fama, con inscripciones alusivas a la personalidad de Miguel Íscar. La base es octogonal con un pilón exterior.

## Zona infantil
Este espacio en su origen estuvo dedicado a pudridero de hojas que se almacenaban allí para después utilizarlas como abono para el parque. Al cambiar las costumbres se creó un basurero municipal al que se llevaron las hojas recogidas junto con otros desperdicios. Fue entonces cuando se aprovechó esta zona para construir un parque infantil.

## Paseo del Príncipe y Pérgola

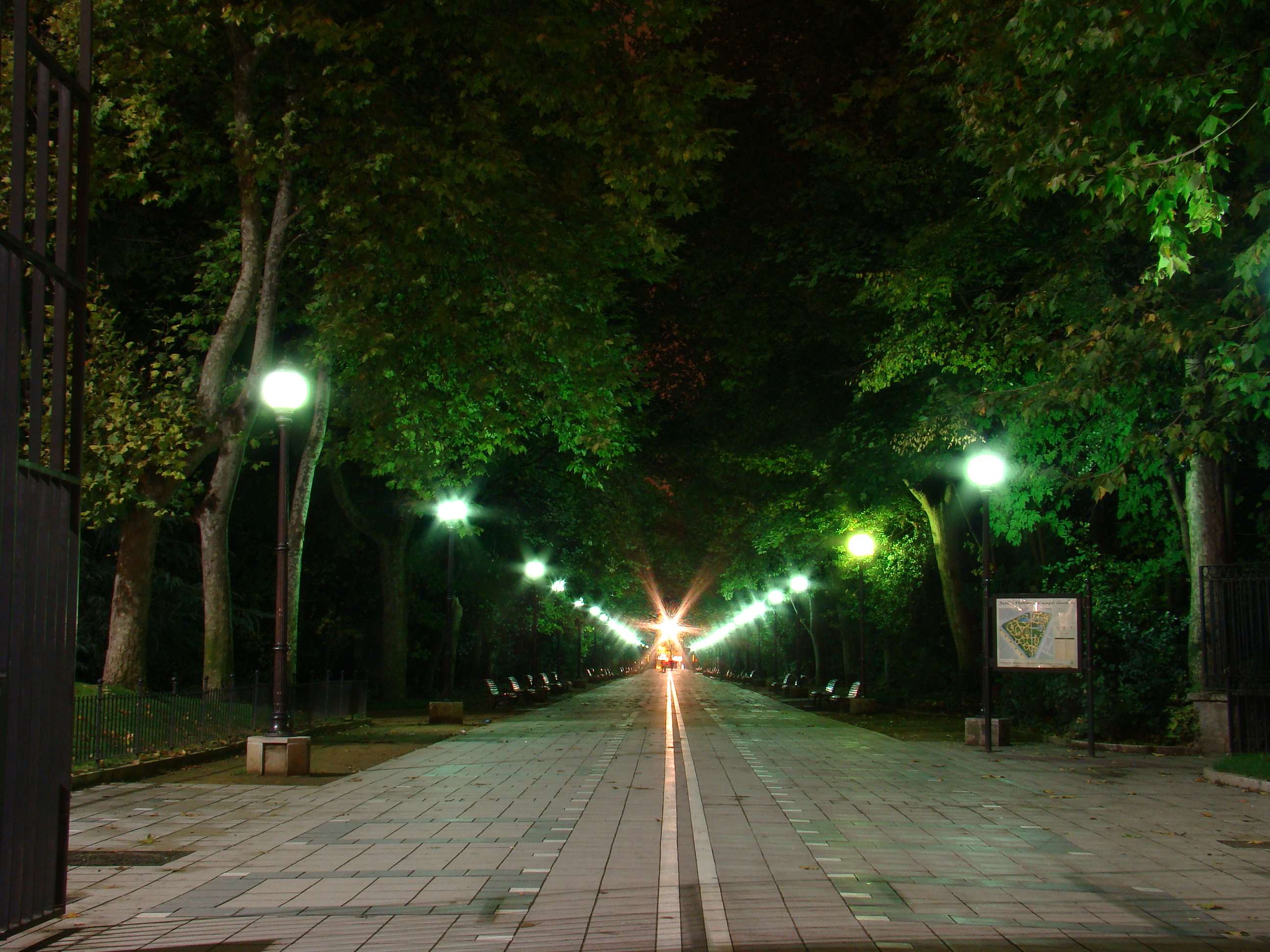
Vista nocturna del paseo del Príncipe

El paseo del Príncipe es una amplia calzada recta, bien enlosada que une la puerta principal sita en la plaza de Zorrilla con la puerta del Príncipe que se abre al paseo de los Filipinos. Está delimitado con filas de arbolado de plátanos y a todo lo largo está amueblado con bancos de madera y farolas. A la izquierda según se entra por la puerta principal, escondido entre el seto de aligustre que rodea un jardín está el monumento dedicado a Leopoldo Cano. A la derecha y ligeramente escondida puede verse todavía la entrada con reja a los antiguos servicios higiénicos. Un poco más adelante está la estatua que representa al fotógrafo minutero, que así se llamaban los fotógrafos callejeros que hacían sus fotos por las calles y parques de la ciudad. Fue un encargo de la Diputación al escultor vallisoletano Eduardo Cuadrado en 1994. La obra se pensó como homenaje y recuerdo de la saga de fotógrafos callejeros vallisoletanos, los Muñoz. La escultura está hecha en fibra de vidrio vaciada en bronce.

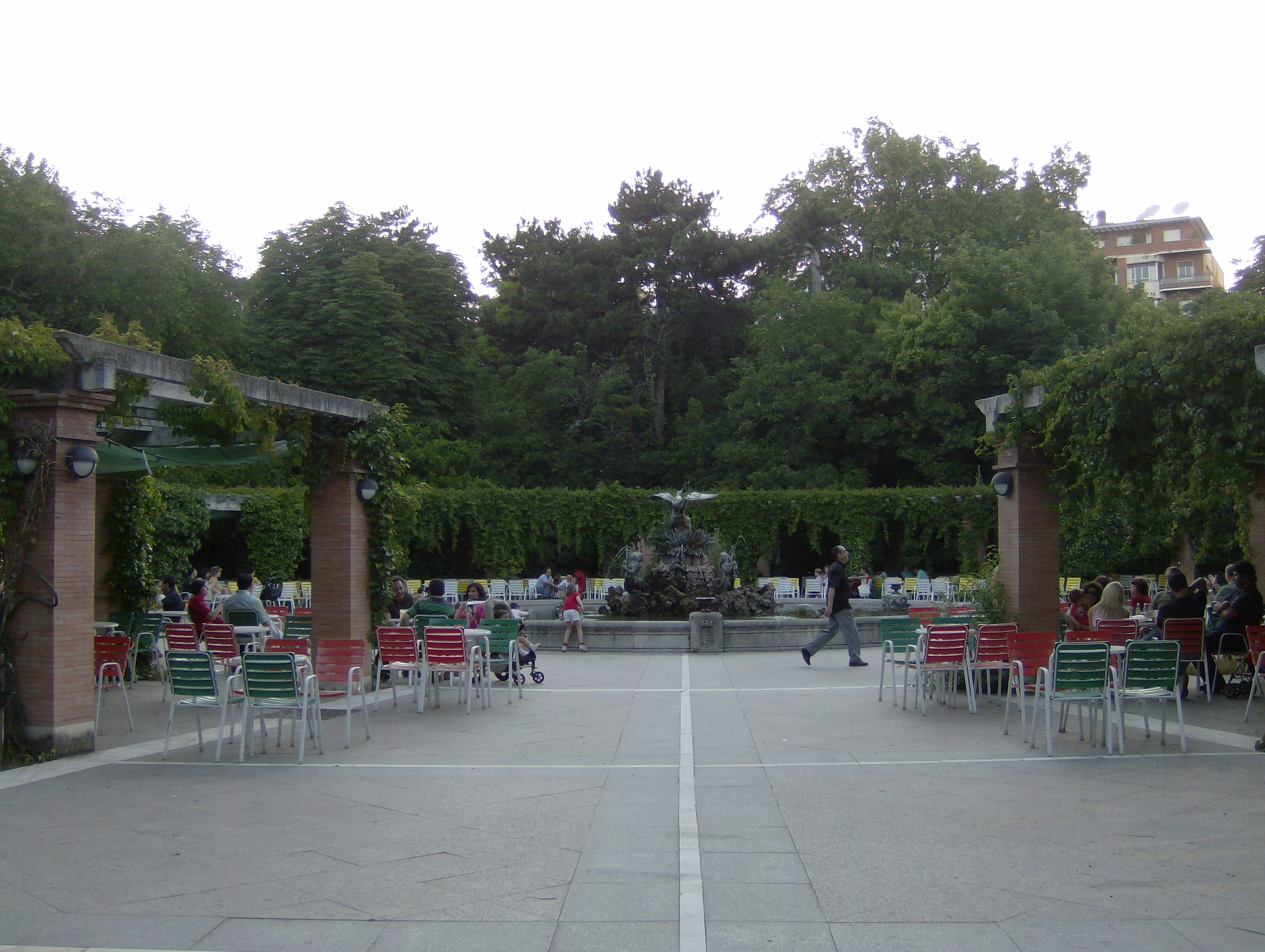
Pérgola

Casi al final del paseo del Príncipe se abre a la derecha una ancha calzada que termina en una plazoleta conocida como la Pérgola por estar compuesta por tres pérgolas adornadas por una planta llamada poligonacea que da sombra a las mesas del bar que se distribuyen debajo. Este establecimiento funciona por concesión del Ayuntamiento y está obligado a seguir unas normas estrictas. Se construyó en 1935 con motivo de la celebración de la Feria Regional de Muestras. Durante las ferias de la Virgen de san Lorenzo el recinto de la Pérgola ofrece su espacio para el Baile de los Mayores. El Ayuntamiento contrata cada año una orquesta para amenizar esta diversión. Es una tradición que data del último tercio del XX.
En el centro de la plaza está la fuente ornamental del Cisne. En lo alto y sobre una isleta está el cisne que lanza agua por su pico y seis náyades sostienen unos peces que expulsan chorros de agua. En el interior del pilón se ven unos tritones. En el pretil hay seis piedras grabadas cuya inscripción alterna el escudo de Valladolid y la fecha de su construcción y encima unos jarrones de hierro fundido. La fuente es obra del escultor Gonzalo Bayón, al gusto decimonónico de 1887.

## Esculturas y pajareras
Escondidas en el follaje o tomando parte del paisaje urbanístico se encuentran en el parque una serie de esculturas en homenaje a personajes ilustres y unas pequeñas edificaciones algunas en desuso y otras en servicio activo. Entre estas pequeñas edificaciones cuenta con habitáculos para aves, alguna caseta de servicios y una biblioteca pública moderna y en curso. Hubo en tiempos una pequeña biblioteca veraniega infantil, hoy cerrada que ofrece al paseante un plano incompleto del Campo Grande.
La faisanera es la pajarera más antigua que existe en el parque; data de 1914 y sus primeros habitantes fueron los faisanes. Está situada cerca del paseo de Filipinos. El palomar está cerca de una de las entradas desde el paseo de Zorrilla. Data de 1932 siguiendo las trazas del arquitecto Jacobo Romero y fue desde el principio propiedad de la Sociedad Colombófila Castellana. Cerca de la fuente de la Fama hay otra pajarera de mayor tamaño construida entre los años 30 y 40 del siglo XX. Aquí suele haber variedad de aves, desde periquitos a gallos espectaculares y gallinas exóticas.
Entre las esculturas destacan los bustos de Miguel Íscar, Núñez de Arce y Leopoldo Cano. El de Miguel Íscar es un busto en bronce sobre una base tronco piramidal de piedra, adornado por un seto podado y semicircular. Lo adornan las ramas inclinadas de una robinia. El del poeta Núñez de Arce se encuentra al fondo de la rosaleda y fue hecho por el escultor Emiliano Barral. Se acompaña de la alegoría de una lira, instrumento musical. La idea fue pensada para que escurriera el agua por ella hasta llegar a un pequeño pilón. En la base llevó desde el principio la inscripción «Valladolid a su poeta Núñez de Arce» pero desde el 14 de noviembre de 2018 ostenta una placa de bronce que dice «La ciudad de Valladolid en reconocimiento a los poetas del Campo Grande por su incansable divulgación de la poesía desde 1996». Las letras grabadas en la piedra que aluden a Núñez de Arce apenas se ven. El busto de Leopoldo Cano es obra del escultor y dibujante vallisoletano Juan José Moreno conocido como  Cheché. Se encuentra a la entrada del paseo del Príncipe pero el primer lugar donde se colocó fue en la plaza de la Libertad de Valladolid. La cabeza del poeta es de cobre galvanizado y está colocada sobre un pilar de piedra blanca.

Tres esculturas para tres personajes ilustres
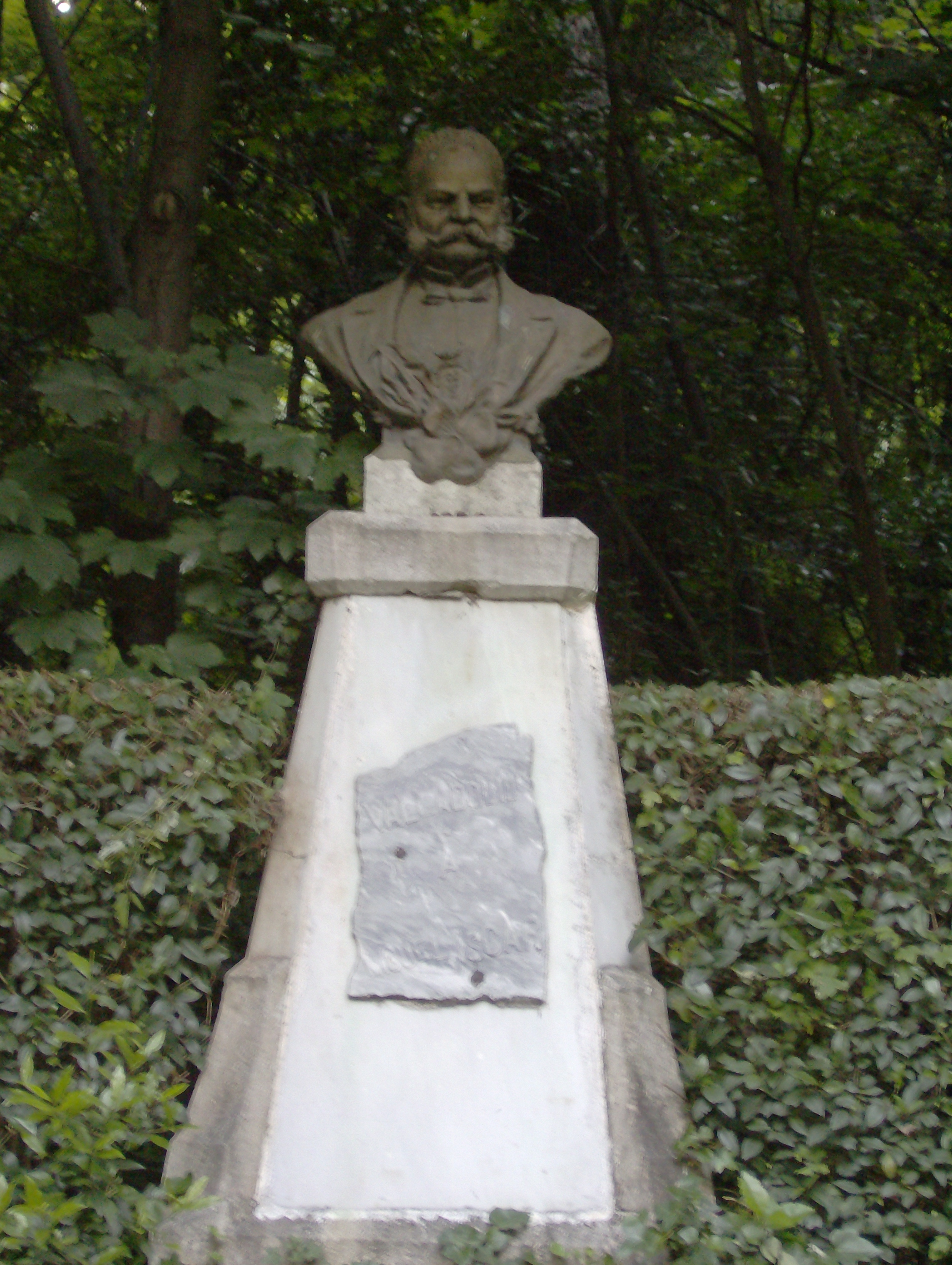
Busto de Miguel Íscar
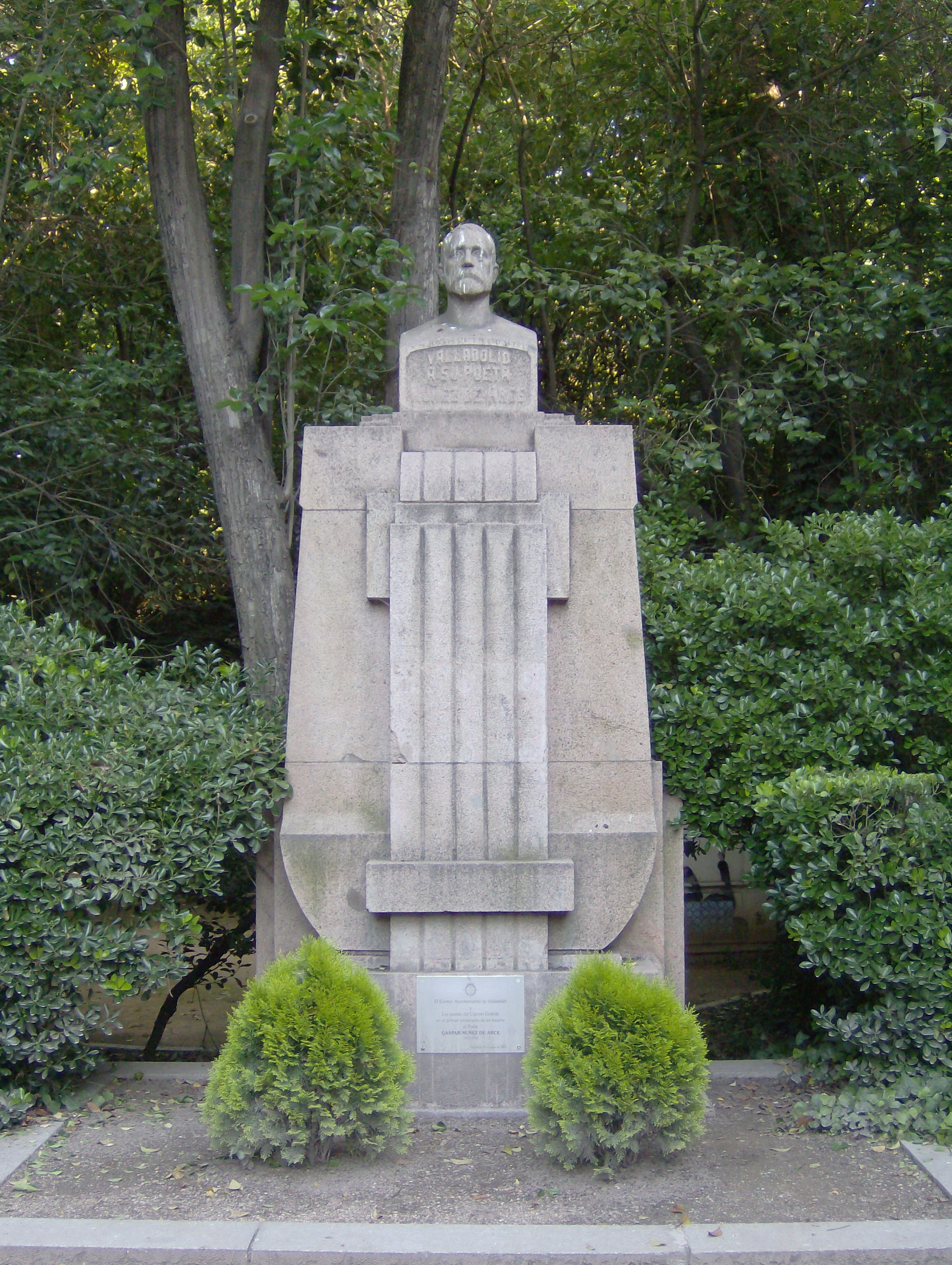
Busto de Núñez de Arce
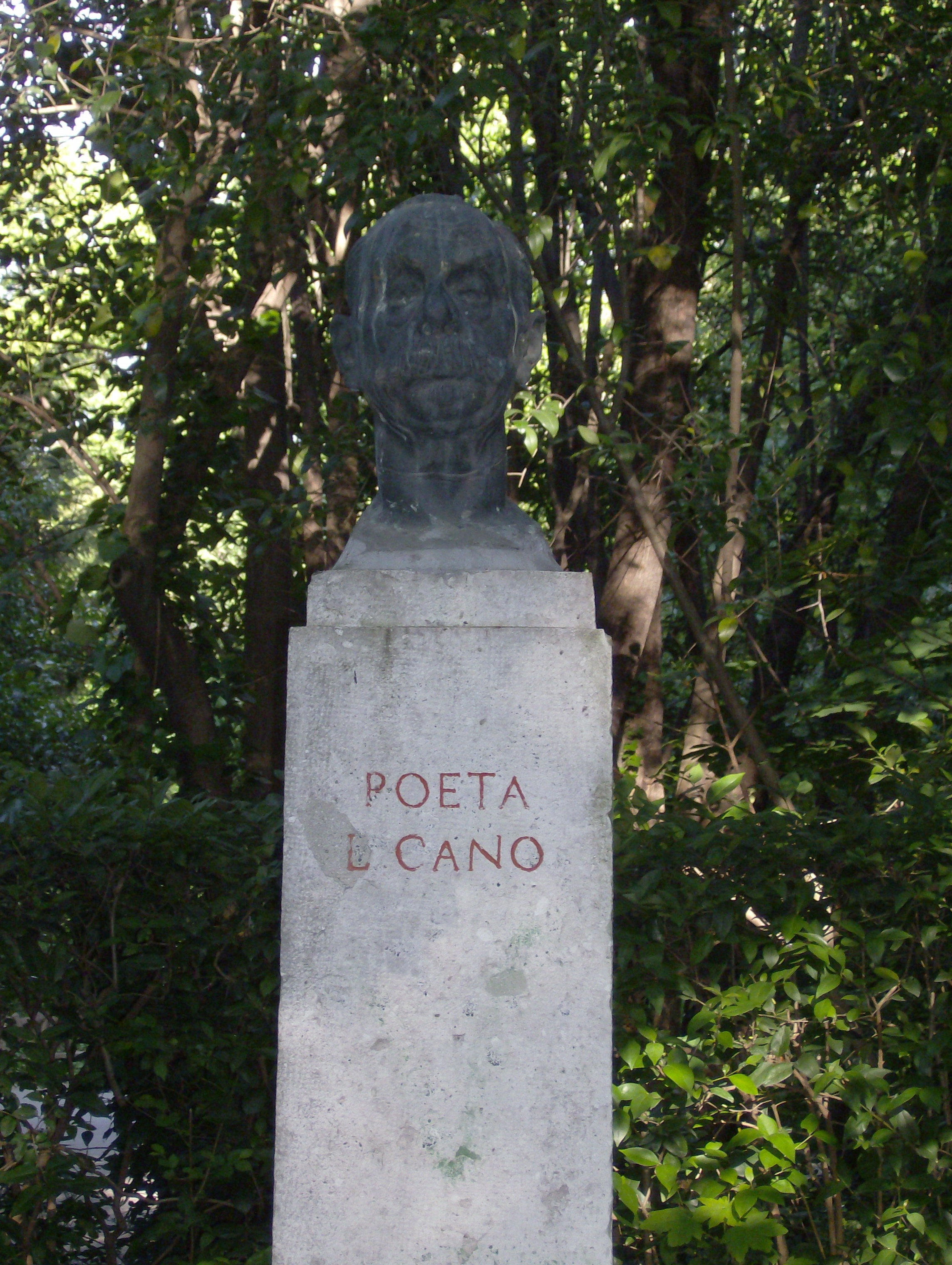
Busto de Leopoldo Cano

## Los pavos reales

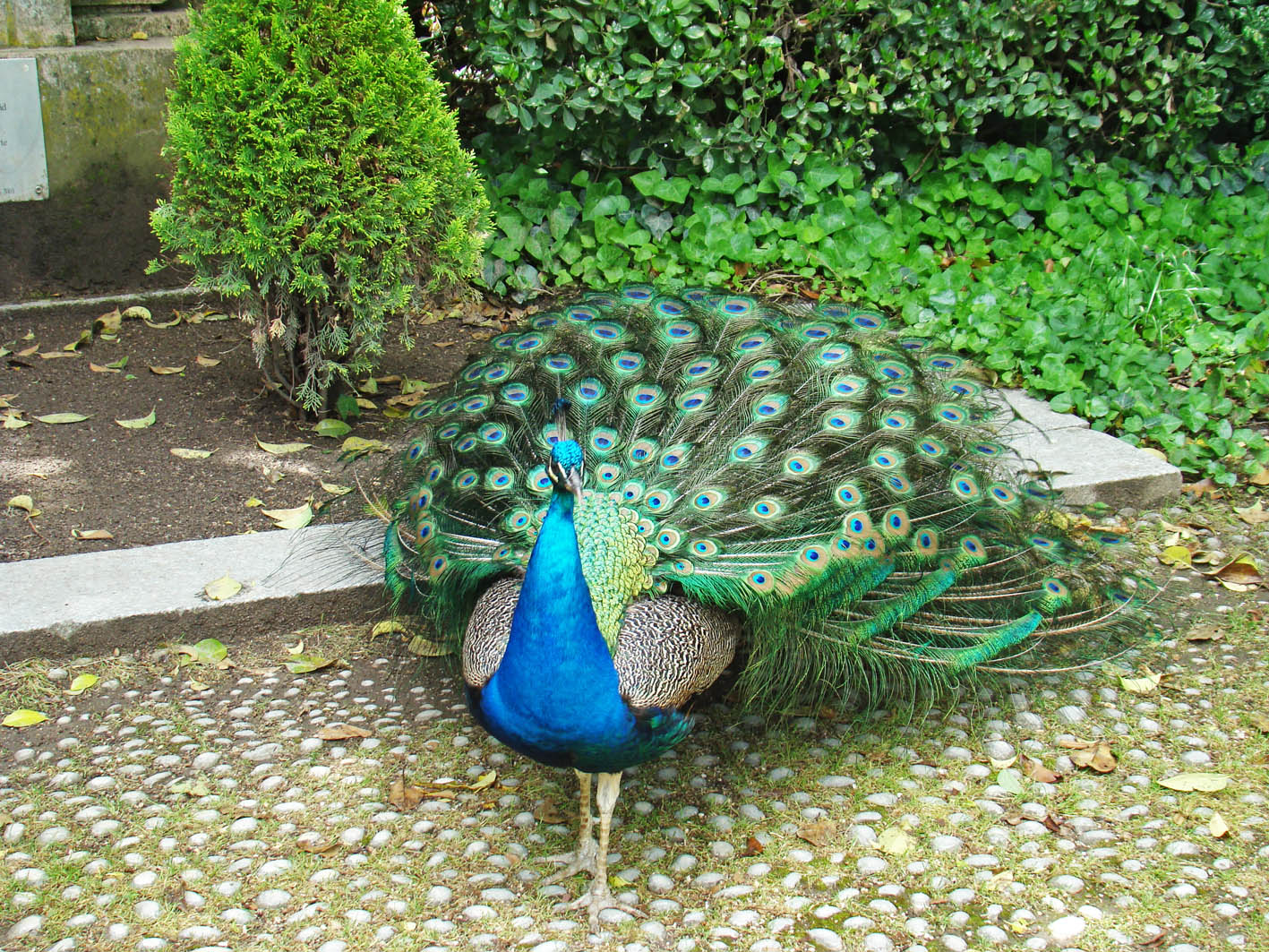
Pavo real de paseo

El pavo real ha llegado a ser el ave emblemática de este parque. Se aclimató sin problemas desde 1930 fecha en que fue introducida como regalo una pareja. El diario El Norte de Castilla daba la noticia con la publicación de este texto:

Regalo de dos pavos reales para el Campo Grande. Doña Isabel Aranguren viuda de Zuazagoitia ha tenido la generosa atención de regalar al Ayuntamiento una hermosa pareja de pavos reales con destino a los jardines del Campo Grande. Dichas aves serán instaladas en el parque cuando se les disponga el refugio necesario para defenderlas durante la noche, pues no se puede aprovechar el palomar existente en los jardines porque no tiene la amplitud necesaria para dichas aves.
El Norte de Castilla, abril 1930

Desde entonces los pavos reales forman parte del paisaje del Campo Grande y se pasean sin temor entre cisnes, patos, palomas, gorriones, niños y mayores. Acostumbran a dormir en las ramas altas de algunos árboles en especial cedros y castaños, incluso cada uno tiene elegido uno de estos árboles de los que se sienten propietarios. Según Luis Magdaleno Tejero (responsable del mantenimiento de los jardines), en el año 2010 se podían contar cincuenta ejemplares. Además de estas aves exóticas procedentes de la India, en el Campo Grande se pueden identificar más de noventa especies de aves.